# Station Konoikeshinden
Station Konoikeshinden  (鴻池新田駅,  Kōnoikeshinden-eki) is een spoorwegstation in de Japanse stad Higashiōsaka. Het wordt aangedaan door de Gakkentoshi-lijn. Het station heeft twee sporen, gelegen aan twee zijperrons.

## Treindienst

### JR West
| 1 | ■ Gakkentoshi-lijn | richting Kyōbashi, Kita-Shinchi en Amagasaki |
| 2 | ■ Gakkentoshi-lijn | richting Shijōnawate, Matsuiyamate en Kizu   |

## Geschiedenis
Het station werd geopend in 1912. In de jaren ‘70 werd er een nieuw station gebouwd.

## Overig openbaar vervoer
Bussen van Kintetsu

## Stationsomgeving
Het station bevindt zich vlak bij de stadsgrens met Osaka en nabij de Neyagawa-rivier.
- Æon Kōnoike (winkelcentrum)
- Lawson

Kizu · Nishi-Kizu · Hōsono · Shimokoma · JR Miyamaki · Dōshisha-mae · Kyōtanabe · Ōsumi · Matsuiyamate · Nagao · Fujisaka · Tsuda · Kawachi-Iwafune · Hoshida · Higashi-Neyagawa · Shinobugaoka · Shijōnawate · Nozaki · Suminodō · Kōnoikeshinden · Tokuan · Hanaten · Shigino · Kyōbashi